# Departamento de Pilagás
Departamento de Pilagás är en kommun i Argentina.   Den ligger i provinsen Formosa, i den nordöstra delen av landet, 1 100 km norr om huvudstaden Buenos Aires.
Omgivningarna runt Departamento de Pilagás är huvudsakligen savann. Runt Departamento de Pilagás är det mycket glesbefolkat, med 5 invånare per kvadratkilometer.